# Billy Ze Kick et les Gamins en folie
Cet article possède un paronyme, voir Billy ze Kick.
Billy Ze Kick et les Gamins en folie est un groupe de rock français, originaire de Rennes, en Bretagne. Leur style musical est fondé sur des bases électrique, rock 'n' roll et reggae.

## Biographie
Le groupe est formé à Rennes, en Bretagne. Il est structuré autour de la chanteuse, Nathalie Cousin, alias Billy ze Kick, et de Benoît « Monsieur Bing » Careil. À l'époque du premier album, le bassiste du groupe était Antoine Minne, connu depuis 1997 sous le pseudonyme de DJ Zebra. Matthieu Chedid a été guitariste sur l'album solo Paniac de 1996. Le nom du groupe est inspiré du roman Billy-Ze-Kick de Jean Vautrin, dont le titre fait référence au hors-la-loi américain Billy the Kid.
Au fil des albums, le groupe a intégré plus ou moins de « Gamins en folie ». Lors des albums Paniac et Artémis Révélation, la chanteuse est créditée seule, sans les Gamins. Billy ze Kick et les Gamins en folie marquent les mémoires grâce à des chansons comme Mangez-moi ! Mangez-moi ! qui évoque la cueillette des psilocybes, champignons hallucinogènes, ou le titre OCB qui fait référence à la marque de papier à cigarette. Ils se séparent fin 1994 avant de se reformer en 2000, reformation se concluant par un bref album de reprises en 2003, Premiers titres. En 2013, la chanteuse seule, Nathalie Cousin, sort un album court, dont les huit chansons sont écrites, interprétées et enregistrées par elle-même. En 2014, Nathalie Cousin relance le groupe, ou plus exactement le nom du groupe, puisqu'elle est seule sur scène. Monsieur Bing devient entretemps adjoint à la culture de la mairie de Rennes. À la même époque, DJ Zebra déclare que le succès du groupe en 1994 est quelque part une erreur : « On n’avait rien à faire là. C’était une belle escroquerie mais c’est ça qui est beau. Il y avait de l’insouciance, rien n’était calculé. On était juste une bande de potes ».

### Démêlés avec la justice
Le groupe est attaqué en justice en octobre 1994 à la suite d'une enquête menée par la brigade des stupéfiants de Nantes, pour « incitation à l'usage de stupéfiants ». Il bénéficie d'un non-lieu.
Évoquant le sujet en 2013, Nathalie Cousin explique : « On est passés au travers de la censure, avec de la douceur. On s'est bien marrés. [...] On ne faisait pas l'apologie de quoi que ce soit, on voulait juste témoigner du quotidien d'une bande de gamins. Je pense qu'aujourd'hui, les artistes osent en parler. Mais la loi, elle, n'a pas changé. »

## Discographie
Le groupe connait le succès avec son premier album Billy Ze Kick et les Gamins en Folie, qui se vend à 400 000 exemplaires. En particulier, le simple « Mangez-moi ! Mangez-moi ! » s'écoule à plus de 600 000 exemplaires et est certifié disque d'or.

### Autres productions
- 1997 : Le groupe a chanté la musique de fin du jeu vidéo MDK , où il est crédité sous le nom « BZK »[7]. Il s'agit d'une reprise du titre Non, non, rien n'a changé des Poppys.
- 1997 : Deux des chansons de la bande originale du film Quatre Garçons pleins d'avenir sont tirées de l'album Paniac de Billy Ze Kick. Il s'agit des titres Paniac et Fais dodo.